# Primera (winkelketen)

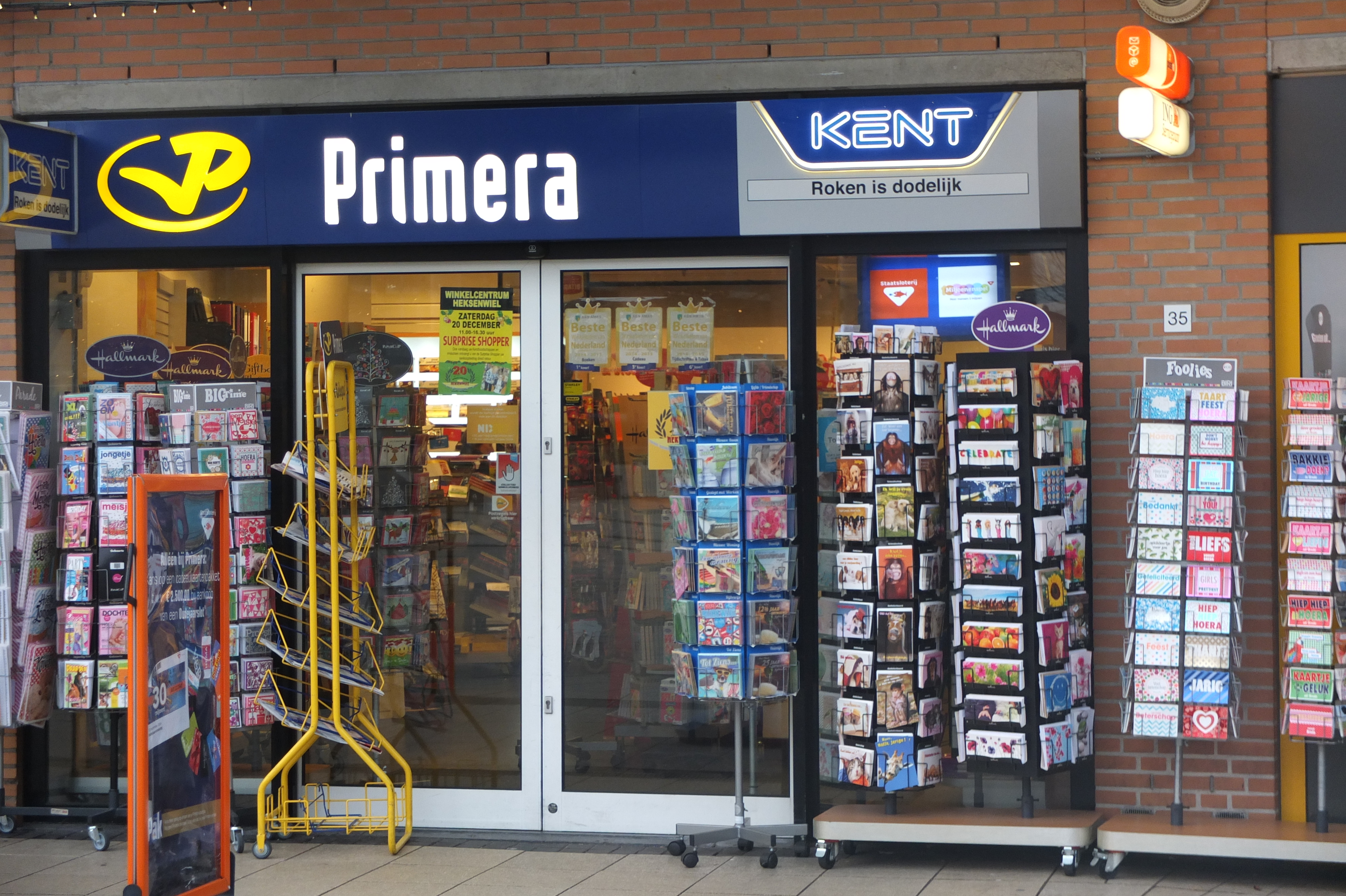
Een winkel van Primera in Breda

Primera is een in 1991 opgerichte Nederlandse winkelketen die zich vooral specialiseert in tabak en rokersbenodigdheden, tijdschriften en dagbladen, wens- en cadeaukaarten, postzegels, kantoorartikelen en loterijen.
Primera is een coöperatieve onderneming en werkt volgens het franchisebeginsel. In 2019 waren er in Nederland totaal 519 aangesloten winkels. Primera was daarmee de grootste franchiseformule in Nederland.
Eigenaars van de keten zijn de winkeleigenaars (60%) en twee grote tabaksfabrikanten (40%).
Qua oppervlakte zijn Primerawinkels klein, zo’n 100 m². Ze zijn onder andere te vinden op wijk- en buurtniveau. Veel tabaks- of soortgelijke detailhandels in wijken of buurten zijn de afgelopen decennia opgegaan of omgebouwd tot Primerawinkels.

## Relatie met grote tabaksfabrikanten
Primera werd opgericht in 1991 door sigarenproducent Agio (in 2019 overgenomen door Scandinavian Tobacco Group, STG) en tabaksfabrikanten Rothmans en Niemeyer (allebei overgenomen door British American Tobacco, BAT). Primera is voor 40% eigendom van STG en BAT, en voor 60% van de winkeliers.
Eind 2023 had de keten 542 winkels. Vanwege het verbod op verkoop van tabakswaren door supermarkten (ingegaan op 1 juli 2024) werden meer klanten verwacht. Er werd daarom actief geïnvesteerd in nieuwe winkels en uitbreiding van bestaande winkels.